# جوان ماكدونالد
جوان ماكدونالد (بالإسبانية: Joan MacDonald)‏ هي مهندسة معمارية تشيلية، ولدت في 1941.